# NGC 4378
NGC 4378 (другие обозначения — UGC 7497, MCG 1-32-52, ZWG 42.92, VCC 785, IRAS12227+0512, PGC 40490) — спиральная галактика (Sa) в созвездии Девы.
Спиральная структура галактики состоит только из одного спирального рукава, что несвойственно для галактик раннего морфологического типа без видимых спутников. Симуляции показывают, что спиральный рукав в данной галактике относится к отстающим, причём он возник в результате очень близкого прохождения небольшого компаньона, и, ожидается, что такой рукав просуществует недолго. Галактика относится к анемичным: поверхностная яркость её диска низкая, как и эффективность звездообразования в спиральном рукаве.
Этот объект входит в число перечисленных в оригинальной редакции «Нового общего каталога».